# Dragan Georgiev
Dragan Georgiev (mazedonisch Драган Георгиев; * 16. Dezember 1990 in Delčevo, SFR Jugoslawien) ist ein mazedonischer Fußballspieler.

## Verein
Georgiev begann seine Karriere bei FK Horizont Turnovo, wo er bis 2008 in der Jugendabteilung und anschließend zwei Jahre in der Profimannschaft spielte. Am 19. Juli 2010 wechselte er auf Leihbasis zum Fußballbundesligisten 1. FSV Mainz 05. Von dort wurde er direkt zum Zweitligisten SC Paderborn 07 weiterverliehen. Sein einziges Spiel in der 2. Bundesliga absolvierte er am 6. Spieltag gegen Alemannia Aachen. Im Februar 2011 kehrte er zu seinem Heimatverein Horizont Turnovo zurück. Im Sommer 2012 wechselte Georgiev zum mazedonischen Spitzenklub Vardar Skopje, gewann dort die Meisterschaft und ging dann zwei Jahre später erneut zum FK Horizont Turnovo. Seit 2015 ist er nun in der Schweiz aktiv, zuerst beim Viertligisten FC Wangen bei Olten und seit 2017 für den Amateurverein FC Rotkreuz.

## Nationalmannschaft
Von September bis November 2012 absolvierte Georgiev drei Partien für die mazedonische A-Nationalmannschaft.

## Erfolge
- Mazedonischer Meister: 2013